# 3-Way (The Golden Rule)
"3-Way (The Golden Rule)" là ca khúc của The Lonely Island hợp tác với Justin Timberlake và nữ ca sĩ Lady Gaga. Ca khúc và video lần đầu xuất hiện trên Saturday Night Live.

## Danh sách track
Digital single
| STT | Nhan đề                                                                | Sáng tác                                                       | Thời lượng |
| --- | ---------------------------------------------------------------------- | -------------------------------------------------------------- | ---------- |
| 1.  | "3-Way (The Golden Rule)" (hợp tác với Justin Timberlake và Lady Gaga) | Andy Samberg, Akiva Schaffer, Jorma Taccone, Justin Timberlake | 2:51       |

## Bảng xếp hạng
| Bảng xếp hạng (2011)                          | Đạt vị trí |
| --------------------------------------------- | ---------- |
| South Korean Gaon International Singles Chart | 13         |
| US Bubbling Under Hot 100 Singles             | 3          |